# 770
Năm 770 là một năm trong lịch Julius.